# No Sign of Weakness
No Sign of Weakness è l'ottavo album in studio del cantante nigeriano Burna Boy. È stato pubblicato l'11 luglio 2025 tramite Atlantic Records, Spaceship Records e Bad Habit. L'album è stato preceduto da quattro singoli: Bundle by Bundle, Update e Sweet Love e TaTaTa (con Travis Scott). Serve come seguito al suo album precedente, I Told Them... (2023).

## Contesto e pubblicazione
L'album è stato annunciato nel dicembre 2024 quando ha pubblicato il singolo principale Bundle by Bundle. In quel periodo, è stato visto in pubblico con Chloe Bailey, scatenando voci sugli appuntamenti online. Il lancio dell'album è continuato nel febbraio 2024, quando ha cancellato tutti i suoi social media e si è rimosso da tutte le copertine dei suoi album precedenti. Ha anche cambiato tutte le immagini del suo profilo sui social media in un'icona di caricamento, promettendo un "aggiornamento" il 19 febbraio.

## Tracce
1. No Panic – 2:39 (Damini Ogulu)
2. No Sign of Weakness – 2:56 (Ogulu)
3. Buy You Life – 3:21 (Ogulu)
4. Love – 2:56 (Ogulu)
5. TaTaTa (featuring Travis Scott) – 2:30 (Ogulu, Jacques Webster II, Onome Ojoboh, Douglas Ford)
6. Come Gimme – 2:49 (Ogulu)
7. Dem Dey – 3:12 (Ogulu)
8. Sweet Love – 3:32 (Ogulu, Adrian Henry, Omar Walker, Luke Dixon, Bruce McKinnon, Jr.Nicole Bus, Precious Wisely, Joan Reig, Joakim Toftgaard)
9. 28 Grams – 2:14 (Ogulu)
10. Kabiyesi – 3:17 (Ogulu)
11. Empty Chairs (featuring Mick Jagger) – 3:13 (Ogulu, Sir Michael Philip Jagger)
12. Update – 3:27 (Ogulu, Richard Isong, Trevor Romeo, Paul Hooper, Simon Law, Caron Wheeler)
13. Pardon (with Stromae) – 2:53 (Ogulu, Paul Van Haver)
14. Bundle by Bundle – 2:56 (Ogulu, Alli Odunayo, Tracey Kelliher, Greg Dowling, Shane Johnson)
15. Change Your Mind (featuring Shaboozey) – 2:29 (Ogulu, Collins Chibueze)
16. Born Winner – 2:50 (Ogulu)